# باشگاه فوتبال هارلو تاون
باشگاه فوتبال هارلو تاون (به انگلیسی: Harlow Town FC) یک باشگاه فوتبال در شهر هارلو، کشور انگلستان است که در سال ۱۸۷۹ میلادی تأسیس شده‌است.